# ナイジェル・ステップニー

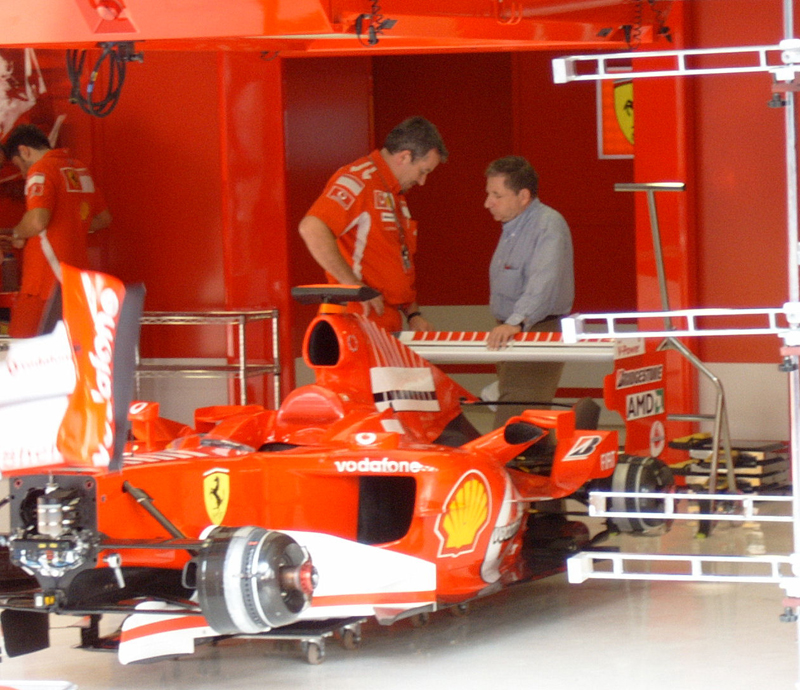
2005年イタリアグランプリでのナイジェル・ステップニーとジャン・トッド

ナイジェル・ステップニー（Nigel Stepney, 1958年11月14日 - 2014年5月2日）はイギリス・イングランド出身でF1チームの元メカニック。

## 経歴
1977年 F1チーム・シャドウで働きはじめエリオ・デ・アンジェリスと出会いその後、1980年にエリオ・デ・アンジェリスと共にロータスへ移籍し数年間エリオ・デ・アンジェリスのナンバー1メカニックとして働き、また、アイルトン・セナのメカニックとしても働いていた。
1988年 ロータスのチーム・マネジャーだったピーター・コリンズと共にベネトンに移籍した。
一時、フォーミュラ3000のネルソン・ピケが運営するチームで働き、1993年にはスクーデリア・フェラーリへ移籍する。その後、1996年にベネトン時代に共に仕事をしていたミハエル・シューマッハ、ロリー・バーン、ロス・ブラウンがチームに加入してくると、チーフメカニックやレース・テストテクニカルマネージャーなどの役割りを与えられ、特に2000 - 2004年にミハエル・シューマッハがチャンピオン獲得のために働いた重要な一人となる。2007年2月23日 ステップニーはレースには参加せず、ファクトリー内でのパフォーマンス開発者の長として昇進した。
2007年6月 2007年モナコグランプリにてスクーデリア・フェラーリのレーシングカー2台への破壊工作を試みたとしてスクーデリア・フェラーリから告訴され同チームから懲戒処分を受けチームを去る。
2008年 FIA GT選手権が契約している車載カメラ会社、ギガウェーブ社のレーステクノロジー担当部長を務める。
2008年3月7日、スパイ疑惑事件で国際自動車連盟（FIA）から国際モータースポーツへの参加を2009年7月1日まで事実上禁止されたが、2009年2月9日に解除された。
2010年からはJRMチームに加入。
2014年5月2日、ケントにおいて交通事故で亡くなる。55歳没。

## エピソード
- 2000年のスペイングランプリでピットクルーをしていた時にピットストップをするミハエル・シューマッハに轢かれ足首の靭帯を損傷した。
- 2007年2月1日にフェラーリチームの体制に不満があり、彼が新しい挑戦を求めてチームを去りたがっているとの情報が流れた。しかし、フェラーリ広報担当者（Luca Colajanni）がPitpassの情報に関して「彼（ステップニー）は2007年シーズンの終わりまでの契約があるのでフェラーリに残る」と言った。[8]
- 自伝「レッドミスト」（Red Mist）が2008年に出版予定だったが、出版社のRed Mist Books社は出版を取り止めた。[9]出版、取り止めに対しステップニーは「圧力があった」と主張しているがRed Mist Books社、フェラーリ社共にそれを認めておらず詳細は定かではない。また、ステップニーは自伝を出版することを諦めていない。[10]